# علاقات نيوزيلندا الخارجية

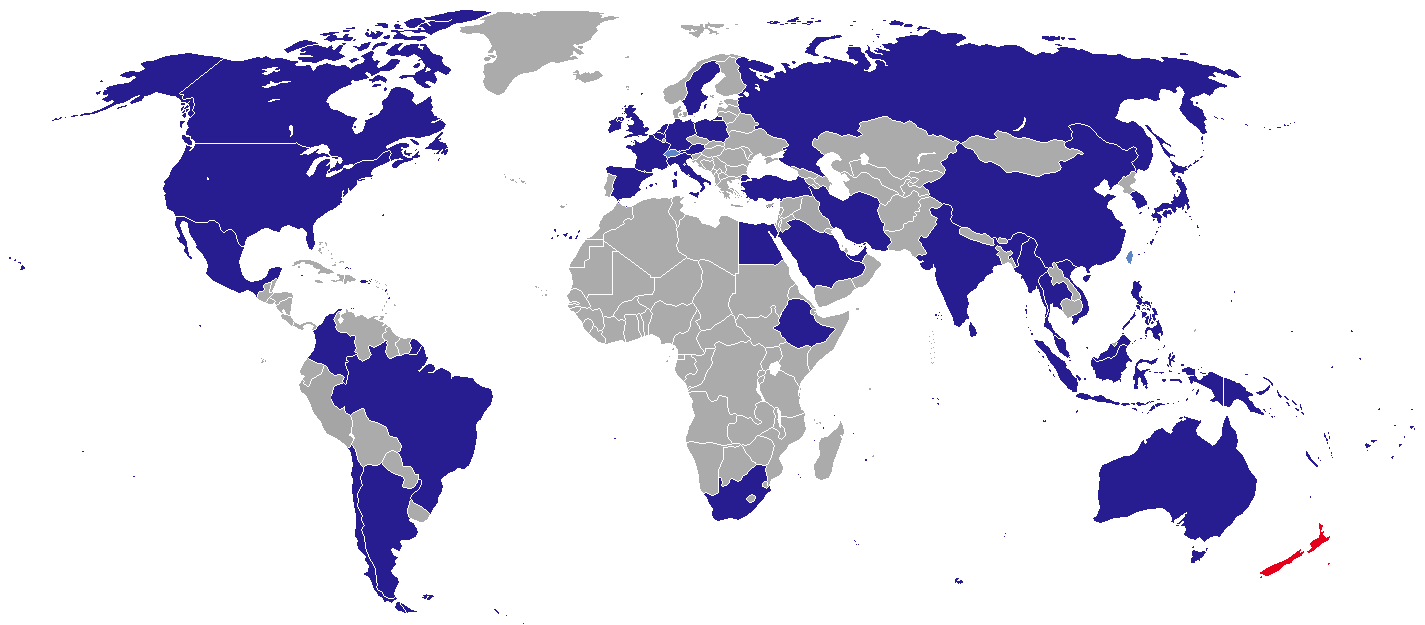
علاقات نيوزيلندا الخارجية

تتجه العلاقات الخارجية لنيوزيلندا بشكل أساسي نحو الدول الديمقراطية المتقدمة واقتصادات جزر المحيط الهادئ الناشئة. حتى أواخر القرن العشرين، انضمت نيوزيلندا بقوة إلى المملكة المتحدة (كمستعمرة بريطانية سابقة) وكان لديها عدد قليل من العلاقات الثنائية مع البلدان الأخرى. تشارك الدولة اليوم في العديد من المنظمات السياسية متعددة الأطراف، بما في ذلك منظمة التعاون الاقتصادي لآسيا والمحيط الهادئ وجماعة المحيط الهادئ ومنتدى جزر المحيط الهادئ. تُوصف نيوزيلندا بأنها قوة ناشئة. اتفقت الأحزاب السياسية الرئيسية في البلاد بشكل عام على الخطوط العريضة للسياسة الخارجية، وكانت الحكومة نشطة في تعزيز التجارة الحرة ونزع السلاح النووي والحد من التسلح.

في صيف 2013، أفاد وزير الخارجية النيوزيلندي موراي ماكولي بما يلي:
«جميع العلاقات المهمة لنيوزيلندا في حالة جيدة. هناك آمال مع الولايات المتحدة في تحقيق انفراجة كبيرة من حيث العلاقات التجارية. العلاقات الصينية النيوزيلندية ضعيفة أيضًا، لكن التجارة مزدهرة. يعد قرار اليابان بالانضمام إلى الشراكة عبر المحيط الهادئ تغييرًا مرحبًا به وتواصل نيوزيلندا السعي إلى إبرام اتفاقية تجارة حرة مع كوريا الجنوبية. تمضي الحكومة قدمًا في خطط تعزيز العلاقات في عدد من المجالات الأخرى، بما في ذلك روسيا وجنوب آسيا وأمريكا اللاتينية والخليج الفارسي وخاصة جنوب المحيط الهادئ. تدرك الحكومة أيضًا الفوائد المحتملة لعلاقات أوثق مع دول القارة الأفريقية».

## خلفية تاريخية

### حكم الماوري
استوطن البولينيزيين نيوزيلندا لأول مرة في مرحلة ما بين 800 و1300. منذ ستينيات القرن الثامن عشر زار نيوزيلندا العديد من المستكشفين والتجار الأوروبيين والمبشرين والمستوطنين في وقت لاحق. أنشئ نظام غير رسمي للتجارة، وخاصة في نورثلاند، وأصبحت بعض قبائل الإيوي ثريةً وقوية. بما أن الماوري كان مجتمعًا على المستوى القبلي للعديد من المشيخات المتغيرة، كانت العلاقات مع الأوروبيين مخصصة وغير رسمية. في عام 1835، وقعت مجموعة من قادة نورثلاند، بتوجيه من المقيم البريطاني جيمس بوسبي، إعلان الاستقلال الذي اعترفت به بريطانيا.

### مستعمرة بريطانية
بقي العديد من الماوريين قلقين من أن تغزوهم قوة أوروبية وتطردهم، وواجه بعض الإيوي صعوبات في السيطرة على الأعداد الكبيرة من الأوروبيين الذين زاروا واستقروا في مناطقهم. كان المبشرون الإنجليز مهتمين أيضًا بمستويات انعدام القانون، التي قوضت جهودهم لتحويل الماوريين إلى المسيحية. أرسل المكتب الاستعماري البريطاني، متأثرًا بالمبشرين والتقارير التي تفيد بأن الشركة النيوزيلندية المستقلة كانت تخطط لاستعمار الجزر بشكل خاص، القبطان البحري ويليام هوبسون للتفاوض على معاهدة. جعلت معاهدة وايتانجي اللاحقة، الموقعة عام 1840، نيوزيلندا جزءًا من الإمبراطورية البريطانية، وأنشأت حاكمًا لنيوزيلندا، وأعطت الماوري حقوق الرعايا البريطانيين.
ضم بريطانيا لنيوزيلندا يعني أن بريطانيا تسيطر على السياسة الخارجية لنيوزيلندا. بدأت الهجرة المدعومة على نطاق واسع من بريطانيا وأيرلندا، وجاء عمال المناجم من أجل حمى الذهب حوالي 1850-1860. في ستينيات القرن التاسع عشر، أرسل البريطانيون 16 ألف جندي لاحتواء حروب نيوزيلندا في نورث آيلاند. شحنت المستعمرة الذهب، وخاصة الصوف، إلى بريطانيا. من ثمانينيات القرن التاسع عشر، سمح تطوير الشحن المبرد بإنشاء اقتصاد تصدير يعتمد على التصدير الشامل للحوم المجمدة ومنتجات الألبان إلى بريطانيا. في 1899-1902 قدمت نيوزيلندا مساهمتها الأولى في حرب خارجية، إذ أرسلت قوات للقتال على الجانب البريطاني في حرب البوير الثانية. غيرت البلاد مكانتها من الاستعمار إلى الهيمنة بالحكم الذاتي الداخلي في عام 1907.
أرسلت نيوزيلندا باندفاع جزءًا كبيرًا من شبابها للقتال إلى جانب بريطانيا في الحرب العالمية الأولى. جعلت بطولتهم في حملة جاليبولي الفاشلة تضحياتهم مميزة في ذاكرة نيوزيلندا، وضمنت الاستقلال النفسي للأمة.
بعد الحرب وقعت نيوزيلندا على معاهدة فرساي 1919 وانضمت إلى عصبة الأمم واتبعت سياسة خارجية مستقلة، في حين كانت دفاعها لا تزال تحت سيطرة بريطانيا. وثق ويلينغتون بحكومات حزب المحافظين في لندن، ولكن ليس حزب العمال. عندما استولى حزب العمال البريطاني على السلطة في عامي 1924 و1929، شعرت حكومة نيوزيلندا بالتهديد من سياسة العمل الخارجية بسبب اعتمادها على عصبة الأمم. لم تشعر العصبة بالثقة ولم يكن ويلينغتون يتوقع أن يرى مجيء نظام عالمي سلمي تحت رعاية العصبة. أصبح ما كان الدومينيون الأكثر ولاء للإمبراطورية منشقًا لأنه عارض جهود حكومتي العمل البريطانية الأولى والثانية للثقة في إطار العصبة للتحكيم واتفاقيات الأمن الجماعي.
اتبعت حكومات الإصلاح والأحزاب المتحدة بين عامي 1912 و1935 سياسة خارجية واقعية. وضعوا الأمن القومي في أعلى أولوياتهم، وكانوا متشككين في المؤسسات الدولية مثل العصبة، ولم يبدوا أي اهتمام بقضايا تقرير المصير والديمقراطية وحقوق الإنسان. لكن حزب العمل المعارض كان أكثر مثالية واقترح نظرة أممية ليبرالية في الشؤون الدولية. منذ عام 1935، أظهرت حكومة العمل الأولى درجة محدودة من المثالية في السياسة الخارجية، على سبيل المثال معارضة تهدئة ألمانيا واليابان.

### الحرب العالمية الثانية
عندما اندلعت الحرب العالمية الثانية عام 1939، انضمت نيوزيلندا بكل إخلاص للدفاع عن بريطانيا، إذ أعلن رئيس الوزراء مايكل جوزيف سافاج أنه «حيثما تذهب بريطانيا، نذهب؛ حيث تقف بريطانيا، نقف». خدم الجنود النيوزيلنديون في شمال أفريقيا وإيطاليا والمحيط الهادئ، والطيارون في إنجلترا والمحيط الهادئ، طوال الحرب، حتى عندما كانت نيوزيلندا لديها مخاوف بشأن غزو اليابانيين. في عام 1947، صدقت نيوزيلندا على قانون وستمنستر لعام 1931، الذي جعل بعض المستعمرات السابقة تتمتع بالحكم الذاتي الكامل.

### منذ عام 1945
جعل سقوط سنغافورة خلال الحرب العالمية الثانية نيوزيلندا تدرك أنها لم تعد قادرة على الاعتماد على بريطانيا للدفاع عن الإمبراطورية البريطانية. دعمت القوات النيوزيلندية البريطانيين في المعركة الناجحة ضد التمرد الشيوعي في ماليزيا وحافظت على سرب مقاتل في سلاح الجو في سنغافورة، وفي وقت لاحق في قبرص، دعمت القوات البريطانية مرة أخرى. سعى الدبلوماسيون النيوزيلنديون إلى تحالف مع الولايات المتحدة الأمريكية، وفي عام 1951 انضموا إلى معاهدة أنزوس-ANZUS بين نيوزيلندا وأستراليا والولايات المتحدة. في مقابل ضمان أمريكا للحماية، شعرت نيوزيلندا بأنها ملزمة بدعم أمريكا في حروبها، والتزمت نيوزيلندا بقوات للمشاركة في الحرب الكورية (1950-1953) تحت رعاية الأمم المتحدة ولحرب فيتنام. بحلول السبعينيات، بدأ العديد من النيوزيلنديين يشعرون بعدم الارتياح تجاه دعم بلادهم للولايات المتحدة، خاصة في فيتنام وفيما يتعلق بزيارات السفن الحربية الأمريكية التي تعمل بالطاقة النووية والمسلحة. سحبت حكومة حزب العمال الثالث (1972-1975) القوات النيوزيلندية من حرب فيتنام واحتجت على التجارب النووية الفرنسية في المحيط الهادئ، وفي إحدى المراحل أرسلت سفينة حربية لتكون شاهدة غير موافقة على التجارب.
دفع انضمام بريطانيا إلى المجموعة الاقتصادية الأوروبية عام 1973 نيوزيلندا إلى القيام بدور أكثر استقلالية. قيدت الخطوة البريطانية وصول نيوزيلندا التجاري إلى أكبر سوق لها، وسعت إلى شركاء تجاريين جدد في آسيا وأمريكا والشرق الأوسط. وقعت أستراليا ونيوزيلندا على اتفاقية العلاقات الاقتصادية الأوثق للتجارة الحرة عام 1983. شكل انتخاب حكومة العمل الرابعة عام 1984 فترةً جديدة من السياسة الخارجية المستقلة. حُظرت السفن التي تعمل بالطاقة النووية والسلاح النووي من مياه نيوزيلندا، ما أدى إلى إزالة نيوزيلندا فعليًا من اتفاقية أنزوس. عُدلت قوانين الهجرة، ما أدى إلى زيادة هائلة في الهجرة من آسيا. حررت الحكومة الوطنية الرابعة (1990-1999) التجارة بإلغاء معظم التعريفات الجمركية وقيود الاستيراد.
في عام 2008، أعلن وزير الشؤون الخارجية ونستون بيترز ما أسماه التغيير الجذري للسياسة الخارجية النيوزيلندية، المصمم لعلاج كفاح البلد من أجل الحفاظ على وجود مناسب على الساحة الدولية. وقال بيترز إن الوزارة ستتلقى تمويلًا إضافيًا وستزيد عدد الدبلوماسيين النيوزيلنديين العاملين بالخارج بنسبة 50%. ومع ذلك، عُكست هذه السياسة بعد الانتخابات العامة لعام 2008 التي جلبت الحكومة الوطنية الخامسة بقيادة جون كي إلى السلطة.

### جيش
في فبراير 2021 ، أكدت وزارة الخارجية والتجارة منح تصاريح تصدير لمعدات عسكرية لبيعها للقوات السعودية في عامي 2016 و 2018 على التوالي. أظهرت الوثائق التي تم الحصول عليها بموجب قانون المعلومات الرسمية معاملات مفصلة للتصدير العسكري وأعقب الكشف عن الكشف السابق عن وحدة أعمال تابعة للخطوط الجوية النيوزيلندية تساعد البحرية الملكية السعودية على أساس تعاقدي ، مما يخالف التزاماتها تجاه حقوق الإنسان.

## رابطة دول الكومنولث
نيوزيلندا هي دولة عضو في كومنولث الأمم، كأحد الأعضاء الأصليين، أعلِن دومينيون نيوزيلندا في 26 سبتمبر 1907.
يمثل الحاكم العام لنيوزيلندا العاهل الحاكم ورئيس الدولة، الملكة إليزابيث الثانية، ملكة نيوزيلندا حاليًا.
تتمتع نيوزيلندا بعلاقات قوية مع معظم دول الكومنولث الأخرى ولديها مفوضون سامون ولجان عليا في معظمها.

## الأمم المتحدة
كانت نيوزيلندا عضوًا مؤسسًا للأمم المتحدة في عام 1945. شعر رئيس الوزراء النيوزيلندي بيتر فريزر أنه من أجل أن تكون نيوزيلندا آمنة في جنوب المحيط الهادئ، فإنها تحتاج إلى الانضمام إلى القوى العالمية الكبرى مثل الولايات المتحدة من خلال منظمة ما يمكن أن تضمن للقوى الصغيرة أن يكون لها رأي في الشؤون العالمية. بعد سقوط سنغافورة خلال الحرب العالمية الثانية، أصبح من الواضح أن بريطانيا لم تعد قادرة على حماية نيوزيلندا، لذلك قررت الحكومة أن سياسة العلاقات المستقلة مع مجموعة من القوى القوية هي أفضل طريقة للدفاع عن نيوزيلندا.

## المشاركة في المنظمات الدولية
نيوزيلندا تشارك في الأمم المتحدة؛ ومنظمة التجارة العالمية؛ والبنك الدولي؛ وصندوق النقد الدولي؛ ومنظمة التعاون الاقتصادي والتنمية؛ وكالة الطاقة الدولية؛ بنك التنمية الآسيوي؛ منتدى جزر المحيط الهادئ؛ أمانة جماعة المحيط الهادئ؛ خطة كولومبو؛ منظمة التعاون الاقتصادي لآسيا والمحيط الهادئ؛ واللجنة الدولية لصيد الحيتان. كما تشارك نيوزيلندا بنشاط كعضو في الكومنولث. على الرغم من الانقسام في عام 1985 في تحالف أنزوس العسكري، حافظت نيوزيلندا على علاقات عمل جيدة مع الولايات المتحدة وأستراليا بشأن مجموعة واسعة من القضايا الدولية.
في الماضي، قللت العزلة الجغرافية لنيوزيلندا والازدهار العام لاقتصادها الزراعي من الاهتمام العام بالشؤون الدولية. ومع ذلك، فإن التجارة العالمية المتزايدة والأحداث الاقتصادية الدولية الأخرى جعلت النيوزيلنديين يدركون بشكل متزايد اعتماد بلادهم على الأسواق الخارجية غير المستقرة. تؤيد حكومات نيوزيلندا بشدة التجارة الحرة، خاصة في المنتجات الزراعية، وتنتمي الدولة إلى مجموعة دول كيرنز في منظمة التجارة العالمية.
أصبحت المشاركة الاقتصادية لنيوزيلندا مع آسيا ذات أهمية متزايدة. تعد نيوزيلندا شريك حوار مع رابطة دول جنوب شرق آسيا (آسيان)، وعضو في قمة شرق آسيا ومشارك نشط في منظمة التعاون الاقتصادي لآسيا والمحيط الهادئ.
بصفتها عضوًا في ميثاق خطة كولومبو، زودت نيوزيلندا الدول الآسيوية بالمساعدة الفنية ورأس المال. كما أنها تساهم من خلال بنك التنمية الآسيوي ومن خلال برامج الأمم المتحدة وهي عضو في مجلس الأمم المتحدة الاقتصادي والاجتماعي لآسيا والمحيط الهادئ.

## ملخص المشاركة في المنظمات الدولية
المصرف العربي للتنمية الاقتصادية في أفريقيا، أنزوس (علقت الولايات المتحدة التزاماتها الأمنية تجاه نيوزيلندا في 11 أغسطس 1986)،منتدى التعاون الاقتصادي لدول آسيا والمحيط الهادئ، رابطة دول جنوب شرق آسيا (شريك في الحوار)، مصرف التنمية الآسيوي، منظمة آسيان (شريك في الحوار)، مجموعة أستراليا، الكومنولث، خطة كولمبو، البنك الأوروبي لإعادة البناء والتنمية، اللجنة الاقتصادية والاجتماعية لآسيا والمحيط الهادئ، منظمة الأغذية والزراعة، الوكالة الدولية للطاقة الذرية، البنك الدولي للإنشاء والتعمير، منظمة الطيران المدني الدولي، الغرفة الدولية للتجارة، المحكمة الدنائية الدولية، الاتحاد الدولي لنقابات التجارة الحرة، الصليب الأحمر والهلال الأحمر، منظمة التنمية الدولية، وكالة الطاقة الدولية، الصندوق الدولي للتنمية الزراعية، الاتحاد الدولي للتمويل، الإنتربول.

## المناطق خارج الحدود
تدير نيوزيلندا توكيلاو (المعروفة سابقًا باسم جزر توكيلاو) باعتبارها منطقة استعمارية غير متمتعة بالحكم الذاتي. في فبراير 2006، أجري استفتاء برعاية الأمم المتحدة في توكيلاو حول ما إذا كانت ستصبح دولة تتمتع بالحكم الذاتي، لكن هذا فشل في تحقيق أغلبية الثلثين المطلوبة لتمريره. كانت ساموا محمية نيوزيلندية من عام 1918 حتى الاستقلال الكامل في عام 1962. ومع ذلك تحتفظ نيوزيلندا ببعض المسؤوليات عن المستعمرات السابقة نيوي وجزر كوك التي ترتبط ارتباطًا حرًا بنيوزيلندا. يحمل مواطنو الدول الثلاث الجنسية النيوزيلندية والحقوق المرتبطة بالرعاية الصحية والتعليم في نيوزيلندا.
طالبت نيوزيلندا أيضًا بجزء من القارة القطبية الجنوبية المعروفة باسم تبعية روس منذ عام 1923.

## التجارة
يجادل ماكجرو بالقول، ربما كان أعظم إنجازات السياسة الخارجية لفترة [هيلين] كلارك [1999-2008] هو إبرام اتفاقية التجارة الحرة مع الصين. كما أبرمت حكومة كلارك اتفاقية تجارة حرة مع أستراليا والدول العشر في الآسيان (رابطة دول جنوب شرق آسيا).
لدى نيوزيلندا اتفاقيات تجارة حرة قائمة مع أستراليا وبروناي وتشيلي وجمهورية الصين الشعبية وهونغ كونغ وسنغافورة وتايلاند؛ اتفاقيات التجارة الحرة الجديدة قيد التفاوض مع الآسيان وماليزيا. وتشارك نيوزيلندا في أجندة الدوحة للتنمية لمنظمة التجارة العالمية، وقد شعرت بخيبة أمل بسبب فشل المحادثات الأخيرة في يوليو 2006.
نيوزيلندا هي إحدى الدول الموقعة على الشراكة عبر المحيط الهادئ. التزمت حكومتها الائتلافية ببدء اتفاقية أوثق للعلاقات الاقتصادية للكومنولث مع المملكة المتحدة وأستراليا وكندا ودول أخرى والعمل من أجل اتفاقية التجارة الحرة مع الاتحاد الجمركي بين روسيا وبيلاروسيا وكازاخستان.
الصادرات الرئيسية لنيوزيلندا هي الغذاء، وخاصة منتجات الألبان واللحوم والفواكه والأسماك؛ يُصدر حوالي 95% من المنتجات الزراعية في البلاد. الصادرات الرئيسية الأخرى هي الأخشاب والمعدات الميكانيكية والكهربائية. حوالي 46% من الصادرات غير زراعية، لكن الصناعة الأكبر لا تزال صناعة الأغذية. تعد السياحة أيضًا عنصرًا مهمًا للغاية في التجارة الدولية: يشكل النقل والسفر حوالي 20% من تجارة التصدير في البلاد. لا تمتلك نيوزيلندا كميات كبيرة من الموارد المعدنية، على الرغم من أنها تنتج بعض الفحم والنفط والألمنيوم والغاز الطبيعي.
أكبر مصدر لواردات نيوزيلندا هو الصين، تليها (بالترتيب) أستراليا والولايات المتحدة واليابان وسنغافورة. أكبر وجهات الصادرات، بالترتيب، أستراليا والصين والولايات المتحدة واليابان وكوريا الجنوبية.

## الجيش
قوة الدفاع النيوزيلندية صغيرة مقارنة بالعديد من الدول الأخرى على الرغم من أنها تعتبر بشكل عام احترافية للغاية. تتكون مهامها الخارجية في الغالب من حفظ السلام، وخاصة في المحيط الهادئ. في القرن الحادي والعشرين، نُشرت مفارز حفظ السلام في تيمور الشرقية وجزر سليمان وتونجا. شاركت القوات الهندسية والمساندة أيضًا في حرب العراق، على الرغم من أن نيوزيلندا ليست عضوًا في تحالف الراغبين. كانت أكبر مشاركة عسكرية لنيوزيلندا في العقود الأخيرة في أفغانستان في أعقاب الغزو الذي قادته الولايات المتحدة لذلك البلد بعد هجمات الحادي عشر من سبتمبر. وقد شمل الانتشار قوات ساس.
في فبراير 2021، أكدت وزارة الخارجية والتجارة منح تصاريح تصدير لمعدات عسكرية لبيعها للقوات السعودية في عامي 2016 و 2018 على التوالي. أظهرت الوثائق التي حُصل عليها بموجب قانون المعلومات الرسمية معاملات مفصلة للتصدير العسكري. أعقب الكشف عن الكشف السابق عن وحدة أعمال تابعة لشركة طيران نيوزيلندا تساعد البحرية الملكية السعودية على أساس تعاقدي، ما يخالف التزاماتها تجاه حقوق الإنسان. كُلفت وحدة الأعمال التابعة لشركة طيران نيوزيلندا، وهي توربينات الغاز التي تساعد البحرية الملكية السعودية، في أوائل أبريل 2021 من قبل وزارة الشؤون الخارجية والتجارة لمراجعتها من قبل مسؤول تنفيذي سابق بوزارة الأعمال والابتكار والتوظيف. انتُقدت الترتيبات التعاقدية بين الطرفين في أعقاب دور الأمة العربية في حرب اليمن. أفيد أن الأمم المتحدة قد أعربت عن مخاوفها بشأن أي صادرات عسكرية إلى السعودية يمكن أن تستخدم في الصراع اليمني، على الرغم من أن وزارة الخارجية والتجارة فرضت عقوبات على الصادرات إلى البلاد، ودعت إلى التدقيق في علاقات نيوزيلندا مع المملكة العربية السعودية.